# Tố Hữu
Tố Hữu, właśc. Nguyễn Kim Thành (ur. 1920 w Wietnamie, zm. 2002) – wietnamski poeta i działacz polityczny.
W Polsce jego wiersze ukazały się w antologiach „Z poezji Wietnamu” (1962) i „Wietnam, krew i kwiaty” (1986).

## Zbiory poezji
- „Việt Bắc” (1955)
- „Gió lộng” (1961)
- „Ra trận” (1972)